# Połysajewo
Połysajewo (ros. Полысаево) – miasto w Rosji, w obwodzie kemerowskim. W 2010 roku liczyło 27 624 mieszkańców.